# Anatomía de Gray

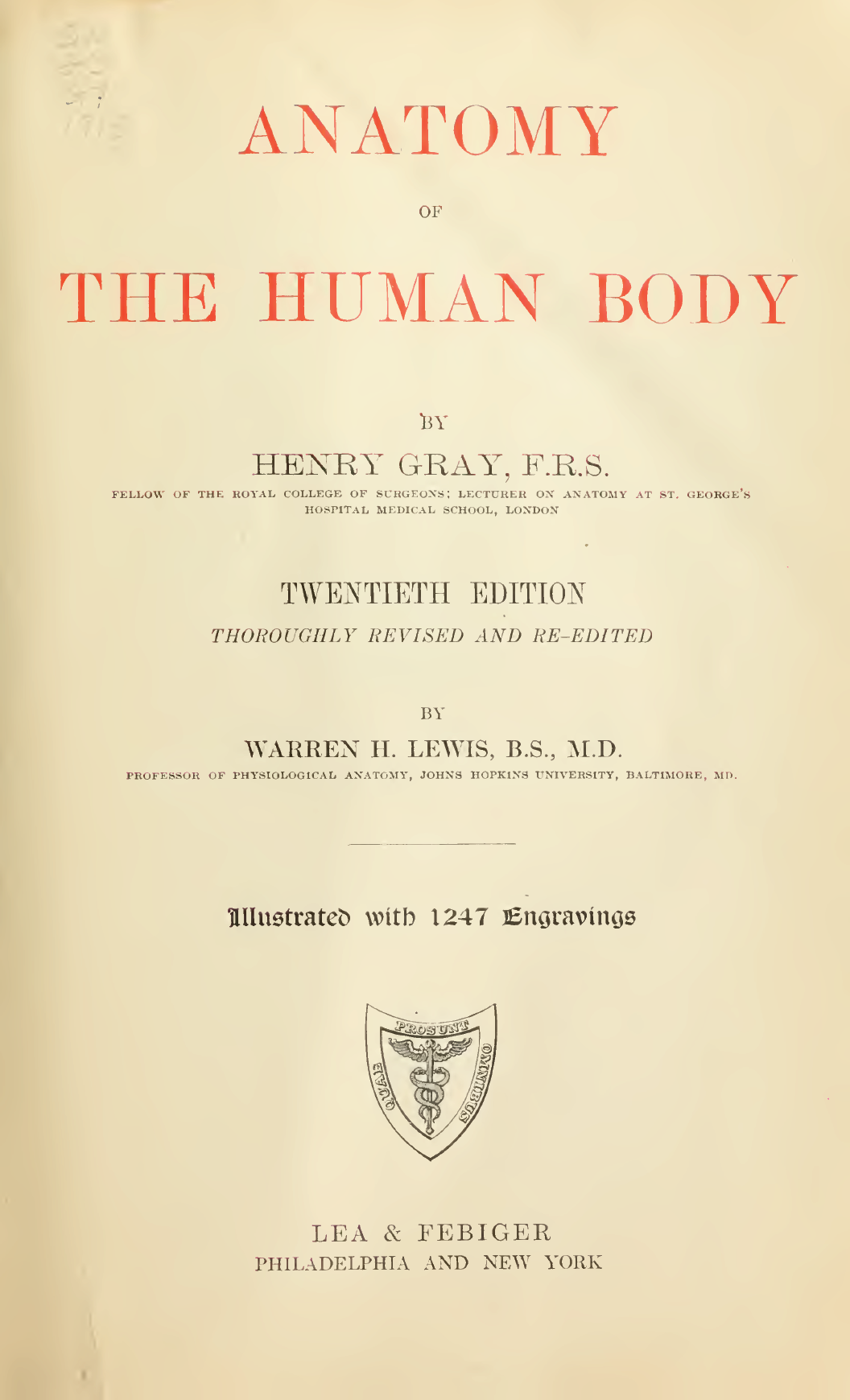
Anatomía de Gray, 20.ª edición, 1918

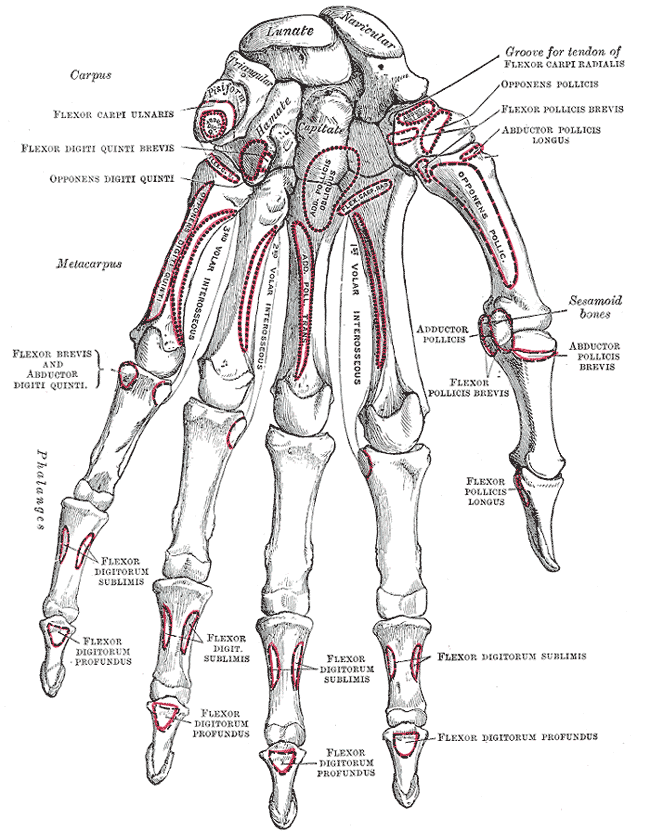
Ilustración de la edición de 1918

Henry Gray: Anatomía del cuerpo humano (Henry Gray's Anatomy of the Human Body), popularmente conocida como Anatomía de Gray, es una obra de anatomía generalmente reconocida como un clásico de su género. El manual fue publicado por primera vez con el título Gray's Anatomy: Descriptive and Surgical en Reino Unido, en 1858. Al año siguiente fue publicado en Estados Unidos. Mientras estudiaba los efectos anatómicos de las enfermedades infecciosas, Gray contrajo la viruela y murió poco antes de ver publicada una segunda edición en 1860, cuando tenía 34 años. No obstante, su obra fue continuada por otros, y a fecha 26 de noviembre de 2004, apareció la 39.ª edición disponible en formato CD-ROM. Actualmente, la última versión es la 41.ª edición británica. Hay ediciones recientes y diferentes de este libro como Anatomía para estudiantes de Gray (su última edición es la 4.ª del 2020) y Atlas de anatomía de Gray continuado por otros autores.

## El origen deAnatomía de Gray

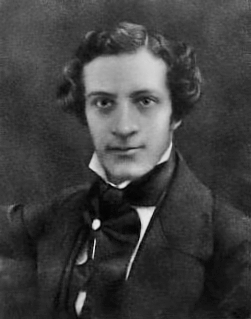
Henry Gray.

El anatomista inglés Henry Gray nació en 1825 o 1827, no se sabe con certeza. Estudió el desarrollo de las glándulas endocrinas y del bazo y en 1853 comenzó a ejercer como profesor de anatomía en la St. George's Hospital Medical School de Londres. En 1855 se acerca a un colega, el Dr. Henry Vandyke Carter, con la idea de editar un libro de anatomía para estudiantes de medicina. Murió en 1863, tres años más tarde de la publicación de su manual de anatomía.

### Ediciones inglesas y estadounidenses
Entre 1860 y 1880 se publicaron en Gran Bretaña siete ediciones del libro. En este periodo el desarrollo del texto se consolida con la publicación de la primera edición dedicada a Estados Unidos, posiblemente en 1878 (la información en este punto es escasa). Mientras la edición británica del texto continuó (y las nuevas ediciones británicas continuaron apareciendo), también se publicaron las diferentes ediciones estadounidenses.

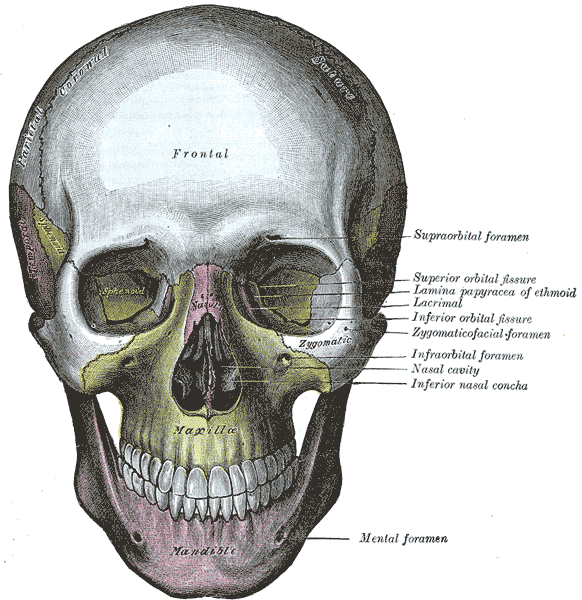
Ilustración de la edición de 1918.

La "primera" edición estadounidense de 1878 parece corresponder a la octava edición británica. Con lo cual las sucesivas ediciones estadounidenses se numerarían correlativamente, dando lugar durante muchos años a dos líneas de la Anatomía de Gray: la estadounidense y la británica. Esto puede causar fácilmente equivocaciones y confusiones si se intentan comparar ciertas ediciones.

### Anatomía de Grayen la cultura popular
- La popular serie de TV Anatomía de Grey (Grey's Anatomy) tomó su nombre de dicha obra.
- Los movimientos de los personajes de la popular película animada de Disney Los increíbles se inspiraron en el libro.
- En el quinto episodio de la sexta temporada de la serie The Walking Dead se puede ver a la psiquiatra Denise Cloyd consultar un ejemplar de Anatomía de Gray.
- En la película de 1991 The Addams Family, se puede ver a la abuela consultando la Anatomía de Gray mientras elabora una bebida que preparan las brujas.
- En el libro de John Irving The Cider House Rules, el personaje principal estudiaba la Anatomía de Gray.
- En el capítulo 18 de la segunda temporada de la serie House, este se encuentra durmiendo sobre una copia de la Anatomía de Gray cuando Wilson le despierta bruscamente.
- En el cuarto capítulo de la tercera temporada de House, el paciente tenía células hepáticas en la axila, en lugar de células linfáticas. Entonces House pregunta: "¿Creen que "Anatomía de Gray" está equivocado?"
- En un episodio de Buffy la cazavampiros, un estudiante que intenta reanimar cadáveres guarda una copia de la Anatomía de Gray en su cajón.
- En La dalia negra, la novela de James Ellroy, uno de los asesinos de Elizabeth Short posee un ejemplar de Anatomía de Gray.
- En el episodio 277 de Los Simpson aparece el Dr. Nick Riviera consultando un ejemplar de Anatomía de Gray.
- La película Gray's Anatomy, dirigida en 1996 por Steven Soderbergh, toma el nombre de esta obra.
- En el libro Flores en el ático de V. C. Andrews, uno de los protagonistas, Chris, consulta un ejemplar de la Anatomía de Gray muchas veces durante su encierro en el ático, pues su deseo es llegar a ser médico.
- En la novela Expiación de Ian McEwan, se encuentra un ejemplar abierto de Anatomía de Gray en el escritorio de Robbie Turner, uno de los protagonistas, cuyo inmediato proyecto de futuro es estudiar medicina.
- En el cómic de Batman Arkham Asylum - Living Hell uno de los reclusos del manicomio utiliza un ejemplar de Gray's Anatomy como manual para descuartizar a su abuela e intentar reconstruirla.
- En 1997, el actor Spalding Gray lanzó una obra teatral llamada Gray's Anatomy (La Anatomía de Gray).
- El logotipo de la banda británica de post-punk The Sisters of Mercy está inspirado en un diseño de la Anatomía de Gray.
- En el relato «Animalitos inexpresivos» de David Foster Wallace, Julie le cuenta a Faye una historia donde el protagonista consulta una copia de la Anatomía de Gray.
- En el libro The lovely bones (Desde mi cielo en España y Latinoamérica) hacen mención de la obra en el capítulo «Fotos».
- En el episodio «Message in a bottle» de la cuarta temporada de Star Trek Voyager, se crea un holograma médico de emergencia basado en el libro Anatomía de Gray.
- En el cuarto capítulo de la tercera temporada de Rizzoli & Isles Maura obliga a Angela a jurar no contar un secreto a Jane, y la obliga a jurar sobre el libro Anatomía de Gray.
- En la novela Inferno de Dan Brown se menciona que uno de sus personajes, Sienna Brooks, de pequeña, leyó Anatomía de Gray. En la edición en catalán confunden el título con el de la serie de TV y lo llaman Anatomía de Grey (sic).
- En la novela R y Julie de Isaac Marion, Nora se queda dormida leyendo un ejemplar.
- En el episodio 1 de la séptima temporada de la Familia Ingalls, Harriet Oleson se queda dormida sobre un ejemplar de Anatomy of Gray justo antes de enterarse de que Nelly va a ser madre.
- En La campana de cristal, de Sylvia Plath, el novio de Esther Greenwood, Budy Willard, estudiante de medicina, tiene un ejemplar de Anatomy of Gray sobre el escritorio, que Esther ve cuando la invita a su cuarto en la universidad de Yale.
- En el primer episodio de la primera temporada de la serie Dexter se puede ver al protagonista sentado frente a un escritorio donde se halla un ejemplar de Grey's Anatomy.